# Belemnite
Os belemnites ou belemnitas (Belemnoidea) eram animais carnívoros que possuíam um corpo suave ao redor de uma concha interna (rostrum). Viviam na água e eram muito semelhantes as lulas atuais.
Os belemnites surgiram no período Carbonífero como resultado de um longo processo de evolução. Eram eficientes caçadores de peixes pequenos e outros animais marinhos de pequeno porte, os belemnites usavam os seus tentáculos para agarrar as presas, e então as comiam com as suas mandíbulas em forma de bico. Ao contrário da lula moderna, eles tinham ganchos no lugar de ventosas.
Os belemnites foram mais comuns do início do período Jurássico até o fim do período Cretáceo, quando foram extintos, juntamente com os dinossauros, no chamado Evento K-T.
Segundo algumas evidências fósseis, os belemnites serviam de alimento para os ictiossauros da época.

## Alterações Climáticas
As belemnitas encolheram de tamanho substancialmente quando a temperatura da água aumentou devido à atividade vulcânica há cerca de 183 milhões de anos, durante o período conhecido como Toarciano. Os cientistas acreditam que esse efeito Lilliput foi um precursor da extinção posterior dos animais.

## Clasificação
- Belemnoidea
  -     - Género Jeletzkya

  - Ordem Aulacocerida
    - Família Aulacoceratidae
    - Família Dictyoconitidae
    - Família Hematitidae
    - Família Palaeobelemnopseidae
    - Família Xiphoteuthididae

  - Ordem Belemnitida
    - Subordem Belemnitina
      - Família Cylindroteuthididae
      - Família Hastitidae
      - Família Oxyteuthididae
      - Família Passaloteuthididae
      - Família Salpingoteuthididae

    - Subordem Belemnopseina
      - Família Belemnitellidae
      - Família Belemnopseidae
      - Família Dicoelitidae
      - Família Dimitobelidae
      - Família Duvaliidae

  - Ordem Belemnoteuthina
    - Família Belemnotheutididae
    - Família Chitinobelidae
    - Família Sueviteuthididae

  - Ordem Diplobelida
    - Família Chondroteuthididae
    - Família Diplobelidae

  - Ordem Phragmoteuthida
    - Família Phragmoteuthididae